# 蔣昪
蔣昪（1450年—1526年），字誠之，號梅軒，廣西承宣布政使司桂林府全州（今廣西壯族自治區全州縣）人，民籍。明朝政治人物，成化丁未進士，正德年間官至南京戶部尚書。

## 生平
成化七年（1471年）廣西鄉試第三十名舉人，成化二十三年（1487年）与其弟蒋冕同登丁未科進士，會試第二百四十六名，三甲第一百三十四名。弘治二年（1489年）授廣東南海縣知縣。弘治十一年（1498年）升南京監察御史。弘治十七年（1504年）擔任汝寧府知府。正德三年（1508年）改湖廣按察司副使，率部平定當地民變。正德五年（1510年）升浙江按察使。正德七年（1512年）改浙江布政使司右布政使。次年，改四川左布政使。正德九年（1514年）升都察院右副都御史，巡撫南贛汀漳等處地方。正德十年（1515年）升南京戶部左侍郎。正德十六年（1521年）升南京戶部尚書。卒贈太子少保。

## 家族
曾祖蔣貫，刑部員外郎；祖父蔣安；父蔣良，知縣。母郭氏。慈侍下。兄蒋昺。弟蒋昇、蒋昱、蒋冕（同科进士）、蒋冔。